# Cúmul de galàxies

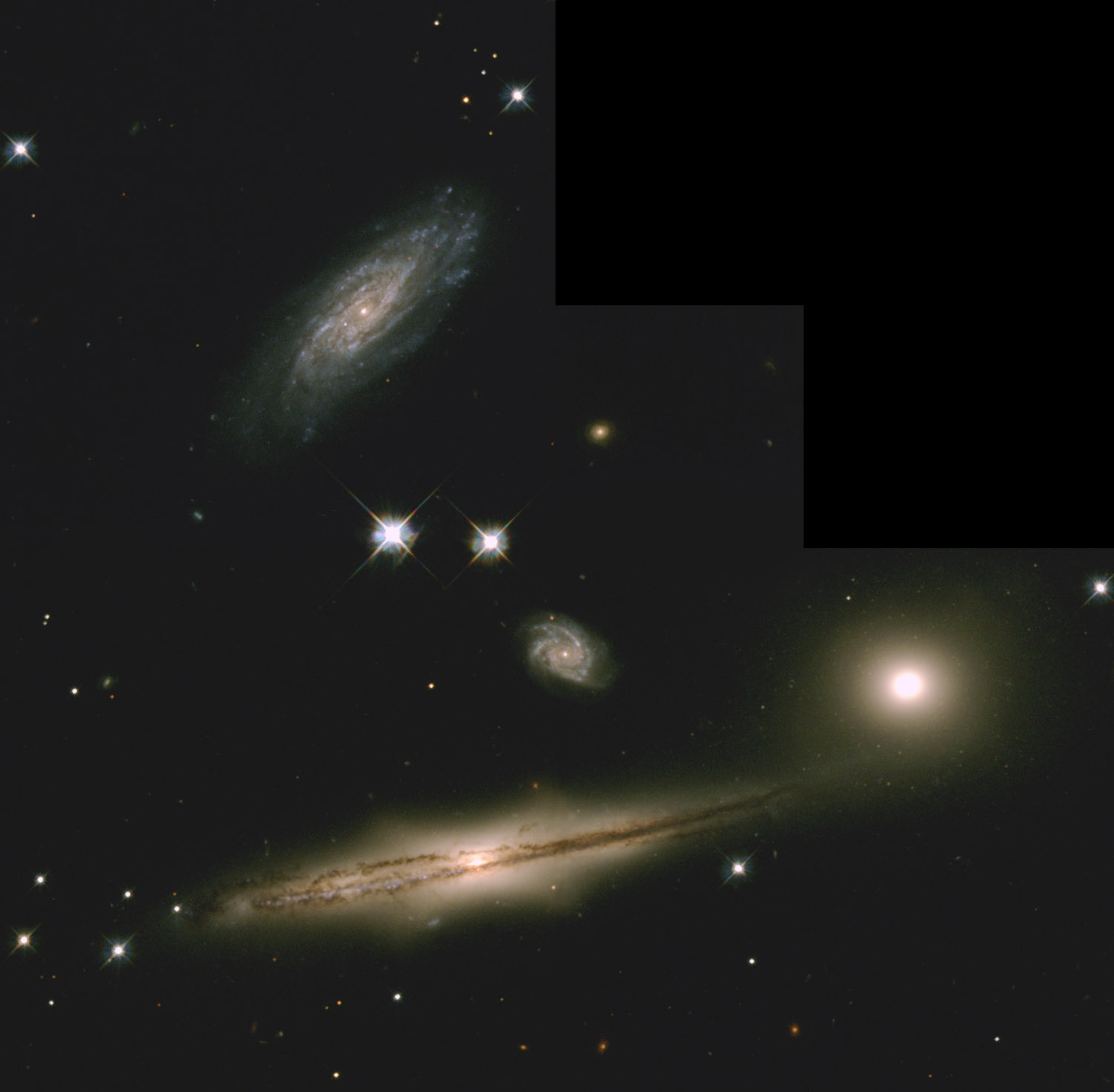
Grup de galàxies HCG (Hickson Compact Group) 87, vist des de l'observatori Gemini a Cerro Pachón, Xile

Un cúmul de galàxies o amàs de galàxies és un conjunt d'estels units per la gravetat que conté des d'algunes galàxies (llavors, es parla de grup) fins a alguns milers. Els cúmuls de galàxies s'integren, a vegades, en estructures més amples, anomenades supercúmuls (Grans estructures galàctiques).
Aquestes agrupacions galàctiques són superestructures còsmiques formades per milers de galàxies. La matèria bariònica de l'univers visible es distribueix al llarg d'estructures colossals que reben el nom de filaments o murs segons la seva forma i queden gran quantitat de regions buides sense gairebé matèria lluminosa, anomenades buits. Aquestes estructures estan formades per milers d'agregats de galàxies de diferents formes i mides. Aquestes grans macroestructures són les més recents en la història de l'Univers. Aquestes estructures es mantenen cohesionades per la força de la gravetat, però l'expansió accelerada del cosmos podria acabar imposant-se, si és que no ho ha fet ja, i detenir l'acumulació de matèria. Les distintes agrupacions de galàxies que conformen l'Univers s'anomenen grups, cúmuls i supercúmuls, segons la seva mida i nombre de galàxies que contenen. N'hi ha des de petits grups amb una desena de galàxies fins a grans cúmuls de milers de galàxies. Els supercúmuls són estructures més complexes, formades per centenars o milers de cúmuls galàctics interreaccionant gravitatòriament entre si.
Alguns cúmuls de galàxia destacables que es troben a l'univers proper són el cúmul de Verge, el cúmul de Fornax, el cúmul d'Hèrcules i el cúmul de Coma. Un gran grup de galàxies coneguda com el Gran Atractor, que es troba dins del cúmul de Norma, és tan enorme que pot afectar l'expansió local de l'Univers. Alguns cúmuls de galàxies destacables que es troben al llunyà univers d'alt desplaçament al vermell són el SPT-CL J0546-5345 i el SPT-CL J2106-5844, que corresponen als cúmuls de galàxia més enormes que s'han trobat als inicis de l'Univers. S'ha descobert en les darreres dècades que aquests cúmuls corresponen a llocs importants d'acceleració de partícules, una característica que s'ha descobert en observar emissions radials difuses no tèrmiques, com ara radiohalos i radio relics. S'ha descobert per mitjà de l'Observatori de raigs X Chandra que estructures com els fronts freds i ones expansives poden ser trobades en cúmuls de galàxies.

## Cúmuls

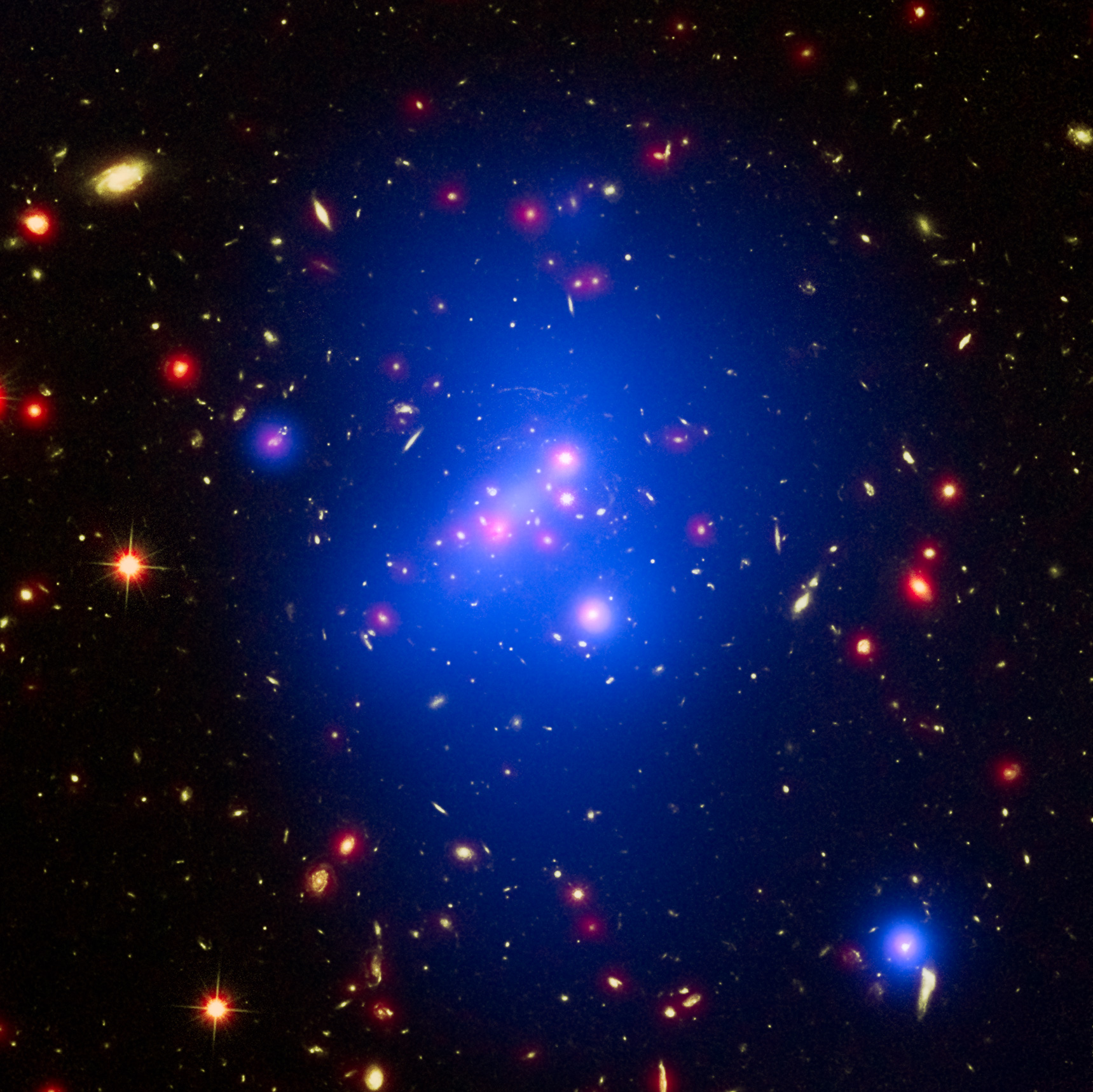
El cúmul de galàxies IDCS J1426 es troba a 10 milions d'anys de la Terra i té un pes equivalent al de 500 bilions de sols.

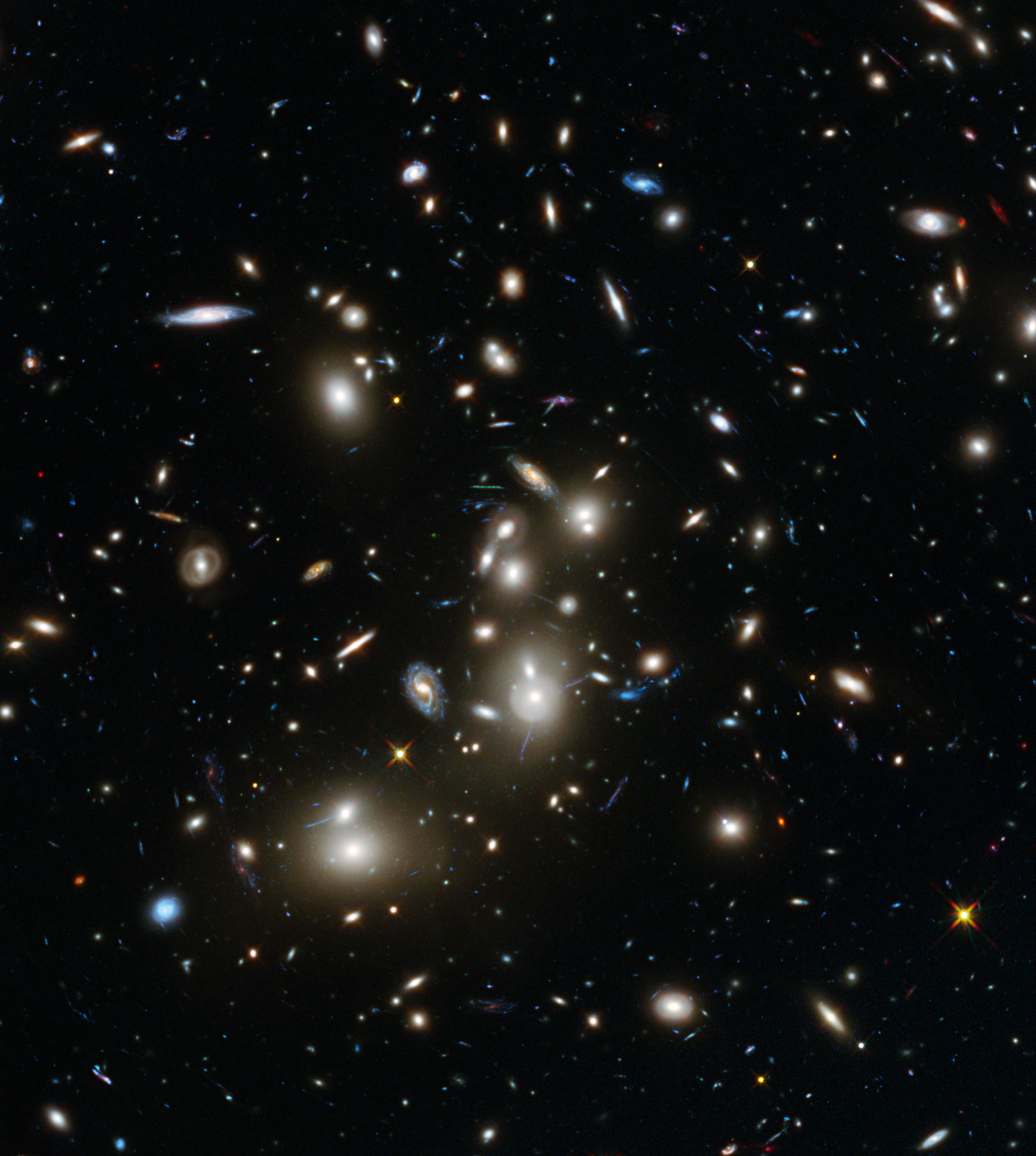
Abell 2744 és un cúmul de galàxies conegut com a cúmul de Pandora

### Característiques
En general, els cúmuls de galàxies tenen les propietats següents:
- Contenen entre 50 i 1.000 galàxies, gasos que emeten raigs X d'alta temperatura i grans quantitats de matèria fosca.[4] Els components es presentaran amb més detall a la secció «Composició».
- La distribució dels tres components és aproximadament la mateixa en el cúmul.
- Tenen una massa total de 1014 a 1015 masses solars.
- En general tenen un diàmetre entre els 2 i 10 Mpc (vegeu 1023 m per veure comparacions de distància).
- L'extensió de les velocitats de les galàxies individuals és d'aproximadament entre 800 i 1.000 km/s.
- La distància mitjana entre cúmuls és de l'ordre de 10 Mpc.

Segons els astrònoms, els cúmuls de galàxies són més grans que els grups, encara que no hi ha una línia divisòria definida entre les dues categories. En ser observats visualment, els cúmuls apareixen com a col·leccions de galàxies autosostinguts per l'atracció gravitatòria. Tot i això, les seves velocitats són massa grans perquè segueixin gravitacionalment limitades per les seves forces d'atracció mútues. Aquesta observació demostra la implicació de la presència dun component addicional invisible. Observacions a raigs X han revelat la presència d'una gran quantitat de gas intergalàctic o intracúmul. Aquest gas és molt calent (al voltant de 108 K) i, per tant, emet en una freqüència alta: de raigs X. La massa total del gas és més gran que la de totes les galàxies del cúmul per un factor de dos. Tot i això, aquest gas continua sent insuficient per mantenir la cohesió gravitatòria dels cúmuls. Com que el gas intracumular està en equilibri aproximat amb el camp gravitatori de tot el cúmul, la seva distribució permet calcular la forma d'aquest camp i, per tant, la massa total del cúmul. Resulta que la massa total deduïda és molt més gran que la massa de les galàxies i del gas calent junts. La component que falta no pot ser altra que la matèria fosca la naturalesa de la qual és encara desconeguda. En un cúmul típic, aproximadament només el 5% de la massa total es troba en forma de galàxies, un 10% en forma de gas calent intracumular i el 85% restant és matèria fosca.
Als cúmuls predominen les galàxies el·líptiques i irregulars, fruit de la interacció de galàxies. També són comunes les galàxies lenticulars de les quals se sospita que en força casos poden procedir de galàxies espirals que han perdut el gas i, per tant, la seva capacitat de formar estrelles. Això és degut al fregament causat pel seu moviment a través del gas intergalàctic o a les interaccions amb altres galàxies del cúmul.

### Dinàmica
La dinàmica dels cúmuls galàctics és una mica peculiar. Se'ls pot considerar com un gas de galàxies on les partícules que el componen en comptes de ser àtoms o molècules són galàxies. Aquest gas té unes condicions particulars, ja que les galàxies s'atreuen entre si amb força mentre que les partícules atòmiques no ho fan. Un gas normal tendeix a expandir-se i ocupar el màxim espai mentre que els cúmuls galàctics no només tendeixen a expandir-se, sinó que també tendeixen a col·lapsar per la seva gravetat. Això fa que es trobin en un delicat equilibri entre la seva dispersió de velocitats i la seva massa. Com més massa tingui el cúmul més alta serà la velocitat d'escapament. Així mateix, més massa implica majors forces gravitatòries, la qual cosa comporta més acceleracions i més velocitats. Així doncs, als cúmuls més massius les galàxies que els componen es mouen més de pressa unes respecte a altres que als menys massius. És el camp de gravetat mateix el que confina les galàxies en un volum d'espai determinat de la mateixa manera que les parets d'un recipient hermètic confinen l'aire del seu interior.

### Evolució
L'evolució dels cúmuls pot agafar dos rumbs. Uns tendeixen a concentrar més matèria afegint petits grups i altres galàxies individuals, la qual cosa els porta a compactar-se cada cop més i a adquirir una forma esferoïdal. Al mateix temps que aquests cúmuls de galàxies fagocita altres grups, el nucli del cúmul canibalitza galàxies d'aquest convertint-se el seu centre en una o més galàxies el·líptiques gegants que mantenen les altres orbitant la seva al voltant i que finalment acabaran per fusionar-se en una única galàxia el·líptica gegant formant el que es coneix com a cúmul de galàxies fòssil: un cúmul de galàxies amb una única galàxia el·líptica al seu centre i una carència de galàxies brillants a les regions centrals. Altres cúmuls menys lligats gravitatòriament poden evolucionar de manera diferent. Estadísticament, sempre hi ha alguna galàxia capaç d'assolir la velocitat d'escapament per sortir del cúmul. Aquests cúmuls comencen a perdre galàxies i a mesura que perden massa la velocitat d'escapament disminueix, cosa que accelera la pèrdua de més galàxies, provocant-ne la fragmentació fins a la total dilució. Aquest procés pot venir motivat per la presència de cúmuls majors a les rodalies, els quals acabaran per engolir el petit.

### Classificació
La classificació de Bautz-Morgan és un sistema de classificació de cúmuls de galàxies segons la presència o no al centre d'una galàxia molt més brillant que les altres.
Hi ha tres classes en aquesta classificació, amb gradacions intermèdies: I, per definir un cúmul de galàxies dominat per una galàxia molt més brillant que les altres (per exemple, el cúmul de Fornax), II un cas intermedi entre aquesta i la següent (per exemple, el cúmul de Coma), i finalment III per a cúmuls sense una galàxia significativament més brillant que les altres (per exemple, el cúmul de Verge.)
Altres propietats observables sovint als cúmuls de cada classe són:
- I. Molt rics en galàxies el·líptiques i galàxies lenticulars, això són galàxies de tipus primerenc. Simetria esfèrica, amb una forta concentració de massa al seu centre i certa segregació de massa.

- II. Pobres en galàxies espirals (és a dir, en galàxies de tipus tardà). Simetria intermèdia, amb una concentració de massa moderada al centre i també certa segregació de massa.

- III. Rics en galàxies espirals. Sense cap simetria —forma irregular— i amb prou feines concentració de massa al centre. No hi ha segregació de massa.

## Supercúmuls
Els grups, cúmuls i algunes galàxies aïllades poden formar estructures més grans: els supercúmuls. Aquestes agrupacions es comportarien de forma semblant als cúmuls, només que les partícules elementals que el constitueixen ja no serien galàxies individuals, sinó grups i cúmuls galàctics sencers que es mouen confinats en el seu colossal camp gravitatori.
Anteriorment, es considerava que el Grup Local estava integrat plenament al supercúmul de Verge, però ara s'ha determinat que forma part del supercúmul de Laniakea que, al seu torn, és a la perifèria del supercúmul de Verge.
Un altre exemple de supercúmul és el cúmul de Phoenix.

## Estructures a gran escala
En les escales més grans de l'Univers visible, la matèria s'agrupa en filaments i extenses parets o murs envoltades de buits a manera d'enormes bombolles buides amb els supercúmuls com a nodes. L'estructura sembla assemblar-se a la d'una esponja de bany.

## Mètodes d'observació

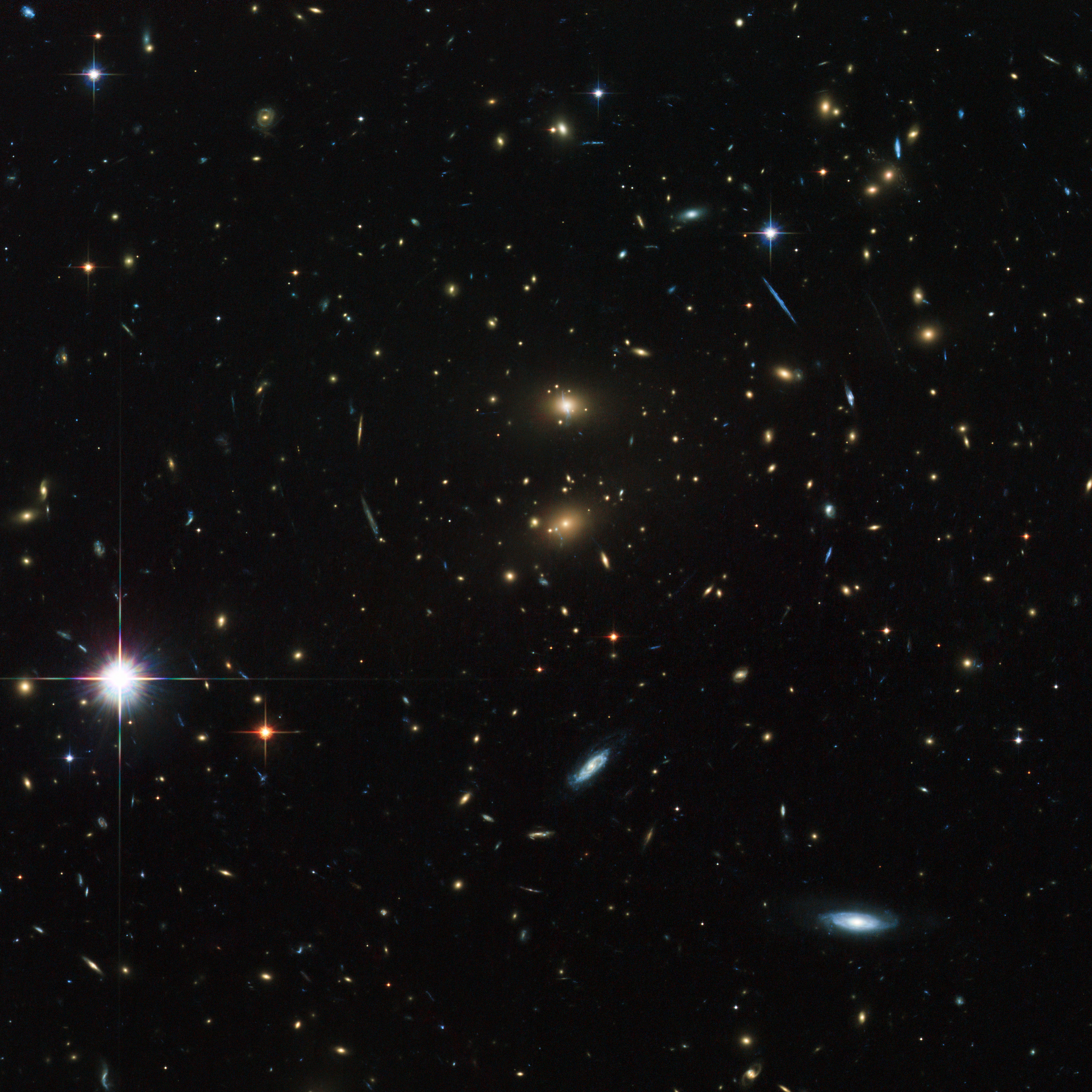
Galaxy Cluster LCDCS-0829 actuant com una lupa gegant. Aquest efecte estrany s'anomena lent gravitacional.

S'han trobat cúmuls de galàxies en sondeigs mitjançant una sèrie de tècniques d'observació i s'han estudiat en detall utilitzant molts mètodes:
- Òptica o infraroja: les galàxies individuals dels cúmuls es poden estudiar mitjançant imatges òptiques o infrarojes i espectroscòpia. Els cúmuls de galàxies es troben mitjançant telescopis òptics o infrarojos buscant sobredensitats, i després es confirmen trobant diverses galàxies en un desplaçament al vermell similar. Les cerques per infrarojos són més útils per trobar clústers més llunyans (desplaçament cap al vermell més alt).
- Raigs X: El plasma calent emet raigs X que poden ser detectats per Raigs X telescopis. El gas del clúster es pot estudiar mitjançant imatges de raigs X i espectroscòpia de raigs X. Els cúmuls són bastant prominents en els estudis de raigs X i juntament amb l'AGN són els objectes extragalàctics més brillants que emeten raigs X.
- Ràdio: s'han trobat una sèrie d'estructures difuses que emeten a radiofreqüències en cúmuls. S'han utilitzat grups de fonts de ràdio (que poden incloure estructures difuses o AGN) com a traçadors de la ubicació del clúster. Un alt desplaçament cap al vermell, s'han utilitzat imatges al voltant de fonts de ràdio individuals (en aquest cas AGN) per detectar proto-cúmuls (cúmuls en procés de formació).
- Efecte Siuniàev-Zeldóvitx: els electrons calents del medi intracúmul dispersen la radiació del fons còsmic de microones a través de la dispersió Compton inversa. Això produeix una "ombra" en el fons de microones còsmics observat a algunes freqüències de ràdio.
- Lent gravitacional: els cúmuls de galàxies contenen prou matèria per distorsionar les orientacions observades de les galàxies darrere d'ells. Les distorsions observades es poden fer servir per modelar la distribució de la matèria fosca al clúster.

## Temperatura i densitat

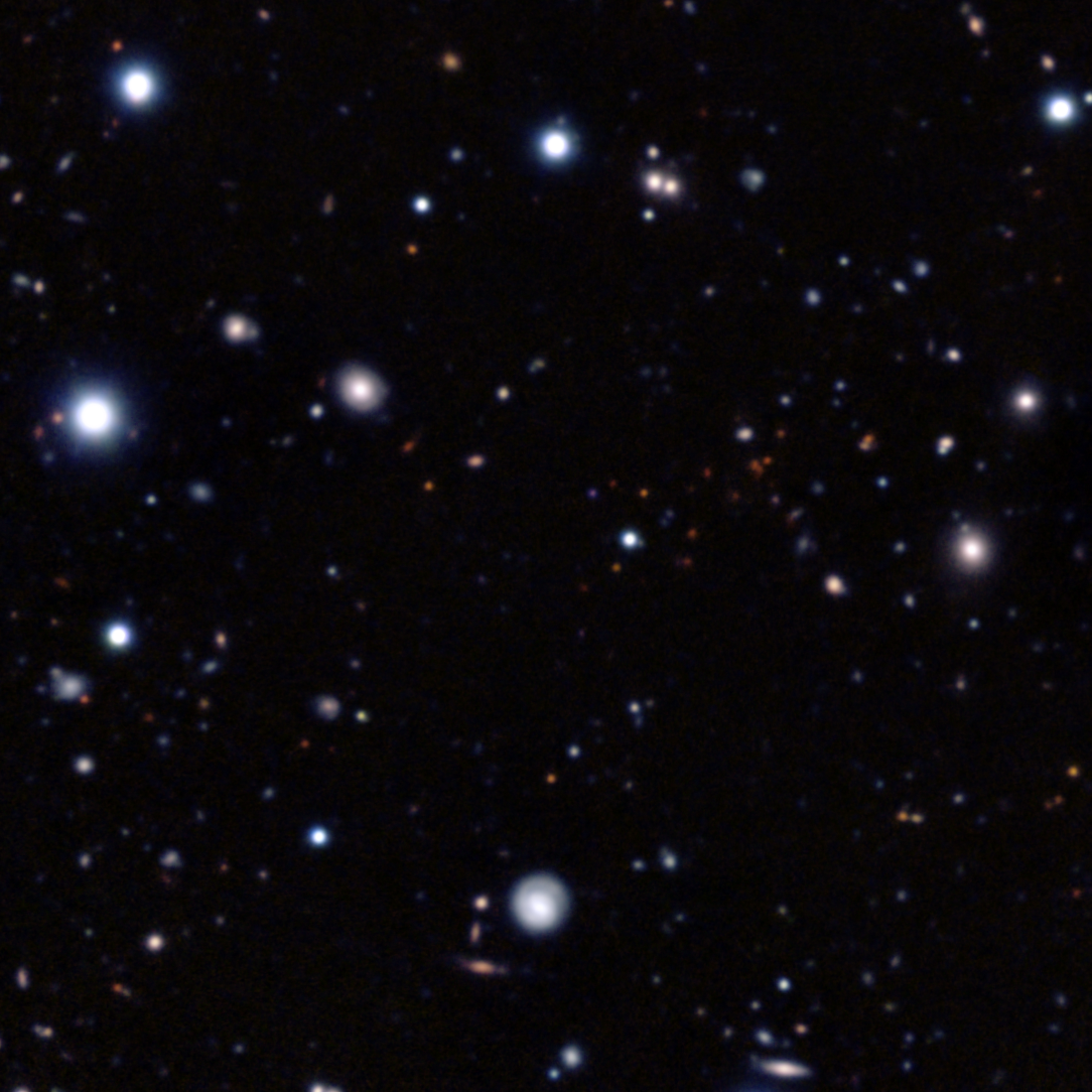
El cúmul galàctic madur més llunyà pres amb el Very Large Telescope de l'ESO a Xile i amb el Subaru Telescope de NAOJ a Hawaii

Els cúmuls de galàxies són els objectes més recents i massius que han sorgit en la formació de l'estructura jeràrquica de l'Univers i l'estudi dels cúmuls ens explica com es formen i evolucionen les galàxies. Els cúmuls tenen dues propietats importants: les seves masses són prou grans com per retenir qualsevol gas energètic expulsat de les galàxies membres i l'energia tèrmica del gas dins del cúmul és observable dins del pas de banda de raigs X. L'estat observat del gas dins d'un cúmul està determinat per una combinació d'escalfament de xoc durant l'acreció, el refredament radiatiu i la retroalimentació tèrmica provocada per aquest refredament. Per tant, la densitat, la temperatura i la subestructura del gas de raigs X intracúmul representen tota la història tèrmica de la formació del cúmul. Per entendre millor aquesta història tèrmica cal estudiar l'entropia del gas perquè l'entropia és la quantitat que canvia més directament augmentant o disminuint l'energia tèrmica del gas intracluster.